# 하구로정
하구로정(羽黒町) 은야마가타현 히가시타가와군에 존재했던 정이다.
2005년 10월 1일에 쓰루오카 시, 후지시마 정, 구시비키 정, 아사히 촌, 아쓰미 정이 신설 합병해 새롭게 쓰루오카 시가 되어 소멸했다.

## 역사
- 1955년 2월 1일 - 히가시타가와군 히로세촌 이즈미촌 도게촌과 합병해 하구로정이 성립하였다.
- 2005년 10월 1일 - 합병으로 쓰루오카시가 되었다.

## 교통

### 공항
- 쇼나이 공항

### 도로
- 국도 345호선